# Oberea latericollis
Oberea latericollis là một loài bọ cánh cứng trong họ Cerambycidae.